# الفترة الهلادية
التأريخ الهلادي هو نظام تأريخ نسبي يستخدم في علم الآثار وتاريخ الفن. يستكمل التأريخ الهلادي مخطط التأريخ المينوي الذي ابتكره السير آرثر إيفانز لتصنيف القطع الأثرية التي تعود للعصر البرونزي من الحضارة المينوية في إطار تاريخي. في حين أن التأريخ المينوي يختص بكريت، إلا أن النطاق الثقافي والجغرافي للتأريخ الهلادي هو البر الرئيسي لليونان خلال نفس الفترة الزمنية (بنحو 3200 – 1050). وبالمثل، يُستخدم نظام التأريخ السيكلادي في القطع الأثرية الموجودة في جزر بحر إيجة. أظهرت الأدلة الأثرية أن الحضارة، على نطاق واسع، تطورت بشكل متزامن عبر المنطقة بأكملها، وبالتالي فإن المخططات الثلاثة تكمّل بعضها البعض بحسب التسلسل الزمني. وجُمعوا معًا على أنهم «من إيجة» من منظور فن إيجة، والأكثر جدلًا، الحضارة الإيجية.
تُستمد الأنظمة بشكل أساسي من التغييرات الحاصلة في أسلوب صنع الفخار، وهي نقطة مرجعية للتأريخ النسبي للقطع الأثرية المرتبطة بها مثل الأدوات والأسلحة. على أساس الأسلوب والتقنية، قسم إيفانز اكتشافاته الفخارية التي تعود إلى العصر البرونزي الكريتي إلى ثلاث فترات رئيسية وأطلق عليها اسم المينوية المبكرة والمتوسطة والمتأخرة. قُسمت هذه الأطوار إلى مراحل، وبعضها إلى مراحل فرعية.  وُضع لاحقًا المخططات الهلادية والسيكلادية ولها أقسام فرعية مماثلة. صمد نظام إيفانز أمام اختبار الزمن، لكن تسمياته لا تقدم تواريخ ثابتة لأن التغيير ليس ثابتًا أبدًا واحتُفظ ببعض الأنماط قيد الاستخدام لفترة أطول بكثير من غيرها. في الواقع، كان هذا النقص في التواريخ هو مصدر قوتهم، حيث اعتقد إيفانز أن العديد من التواريخ تغيرت بالتأكيد، والبعض الآخر لا يزال قيد المناقشة، وإن كان ضمن نطاقات ضيقة إلى حد ما. يمكن تأريخ بعض الفخار بدقة معقولة بالرجوع إلى القطع الأثرية المصرية التي كانت تواريخها أكثر تأكيدًا.
كان للمجتمع والثقافة الهلادية سوابق في العصر الحجري الحديث اليوناني عندما كانت معظم المستوطنات عبارة عن قرى صغيرة تعيش عن طريق الفلاحة، والزراعة، والصيد. أدى التطور التدريجي للمهارات مثل علم الفِلِزَّات البرونزي، والعمارة التذكارية، وبناء الحصون إلى الانتقال من العصر الحجري الحديث إلى العصر البرونزي. يُطلق على العصر الهلادي المتأخر (نحو 1550 – 1050) أحيانًا اسم العصر الميسيني لأن ميسينا كانت آنذاك الدولة المهيمنة في اليونان. في نهاية العصر البرونزي (بنحو عام 1050 قبل الميلاد)، دخلت الثقافة الإيجية في فترة طويلة من التدهور، أطلق عليها بعض المؤرخين اسم العصر المظلم، نتيجة للغزوات والحرب.

## أصل الكلمة
تشير المصطلحات الثلاثة السيكلادية والهلادية والمينوية إلى موقع المنشأ.  وهكذا، يمكن العثور على قطع تعود للفترة المينوية الوسطى في الفترة السيكلادية، لكنها لا تعود للسيكلادية الوسطى، تمامًا مثل الوعاء الهلادي المبكر الذي وُجد في جزيرة كريت في وقت ليس بقريب من الفترة المينوية. يميل المخطط إلى أن يكون أقل قابلية للتطبيق في المناطق الواقعة على أطراف بحر إيجة، مثل المشرق العربي أو شمال إفريقيا. فمن الممكن أن يحاكي الفخار هناك النماذج الثقافية لبحر إيجة لكنه ومع ذلك يُصنع محليًا.

## الفترات

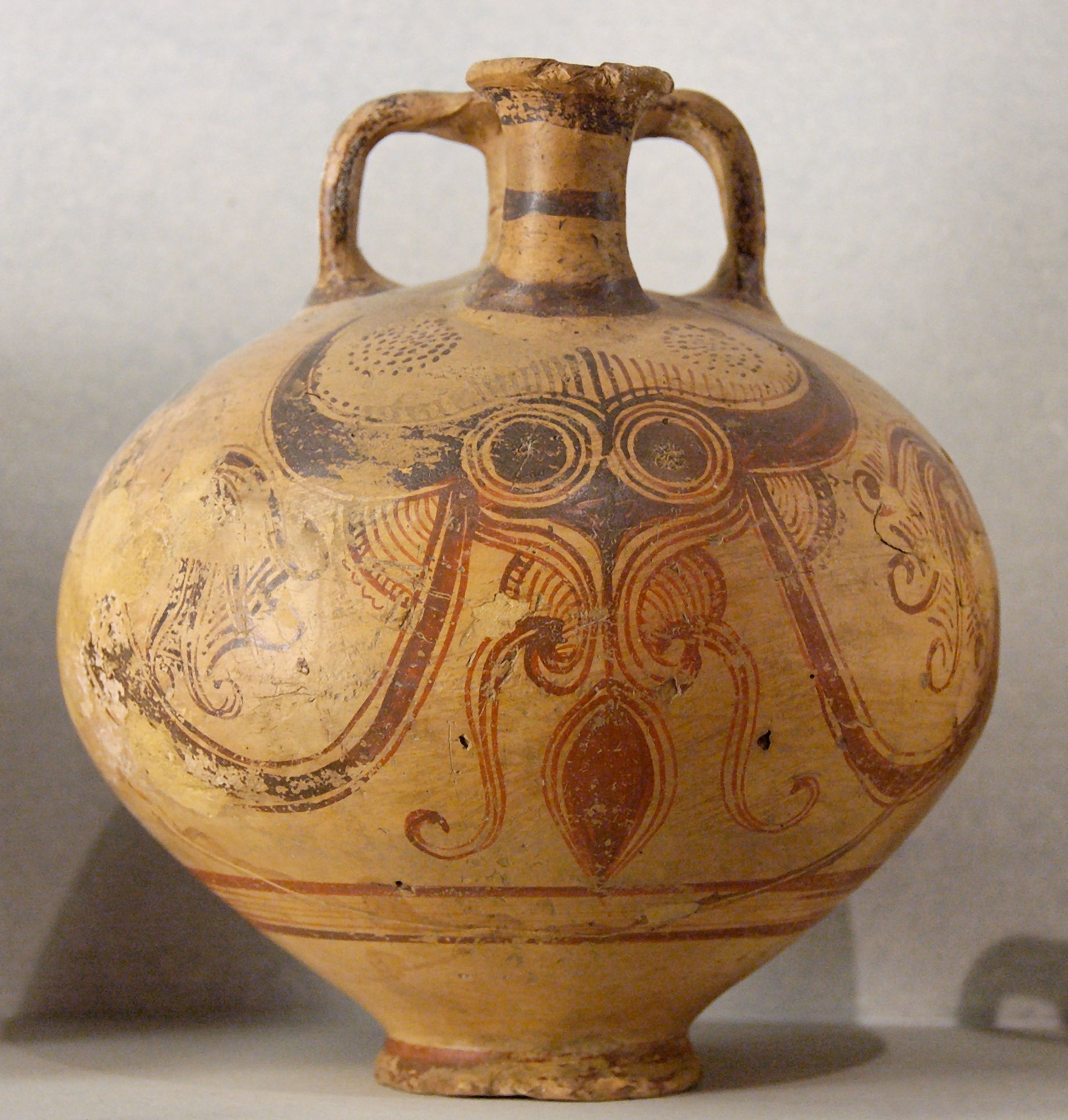
آنية بمقابض مزينة بشكل أخطبوط، رودس، الفترة الهلادية المتأخرة III C1، حوالي 1200–1100 ق.م. (اللوفر).

تقسيم الفترة إلى فترة جزئية «مبكرة»، «وسيطة» و «متأخرة» يمكن تطبيقه على مستويات مختلفة. وبدلاً من استخدام مصطلحات عسيرة مثل «المبكرة المبكرة»، فإن علماء الآثار اصطلحوا على أستخدام I, II, III للمستوى الثاني من التقسيم، A, B, C للمستوى الثالث، 1, 2, 3 للمستوى الرابع و A, B, C للمستوى الخامس. ولا تتواجد كل المستويات في كل موقع حفريات. وإذا تطلب الأمر المزيد من المستويات، فإن التمييز «مبكر»، «وسيط» و «متأخر» يمكن اضافته. لذلك فإن الفترى الهلادية تنقسم إلى:
| الفترة                | التاريخ التقريبي         |
| --------------------- | ------------------------ |
| الهلادية المبكرة I    | 3200/3100–2650 ق.م.      |
| الهلادية المبكرة II   | 2650–2200/2150 ق.م.      |
| الهلادية المبكرة III  | 2200/2150–2050/2000 ق.م. |
| الهلادية الوسيطة      | 2000/1900–1550 ق.م.      |
| الهلادية المتأخرة I   | 1550–1500 ق.م.           |
| الهلادية المتأخرة II  | 1500–1400 ق.م.           |
| الهلادية المتأخرة III | 1400–1050 ق.م.           |

### الهامش
1. ↑  "The Bronze Age on the Greek Mainland: Early Bronze Age – Early Helladic I". Athens: Foundation of the Hellenic World. 1999–2000. مؤرشف من الأصل في 2018-10-02.
2. ↑  "The Bronze Age on the Greek Mainland: Early Bronze Age – Early Helladic II". Athens: Foundation of the Hellenic World. 1999–2000. مؤرشف من الأصل في 2016-05-07.
3. 1 2  "The Bronze Age on the Greek Mainland: Early Bronze Age – Early Helladic III". Athens: Foundation of the Hellenic World. 1999–2000. مؤرشف من الأصل في 2016-05-07.
4. ↑  "The Bronze Age on the Greek Mainland: Middle Bronze Age – Introduction". Athens: Foundation of the Hellenic World. 1999–2000. مؤرشف من الأصل في 2017-04-04.

## وصلات خارجية
- "The Bronze Age on the Greek Mainland". Athens: Foundation of the Hellenic World. 1999–2000. مؤرشف من الأصل في 2017-04-04.
- Horejs، Barbara؛ Pavúk، Peter، المحررون (2007). "The Aegeo-Balkan Prehistory Project". The Aegeo-Balkan Prehistory Team. مؤرشف من الأصل في 2019-06-07.
- Rutter، Jeremy B. "Prehistoric Archeology of the Aegean". Hanover, NH: Dartmouth College. مؤرشف من الأصل في 2011-11-23.